# Bellingcat
Bellingcat (estilizado como bell¿ngcat ) es un sitio web de periodismo de investigación que se especializa en verificación de hechos e inteligencia de fuentes abiertas (OSINT). Fue fundado por el periodista y ex bloguero británico Eliot Higgins en julio de 2014. Bellingcat publica investigaciones de periodistas profesionales y ciudadanos sobre zonas de guerra, abusos de derechos humanos y el hampa criminal. Los colaboradores del sitio también publican guías de sus técnicas de investigación, así como estudios de casos.
Bellingcat comenzó a partir de una investigación sobre el uso de armas en la guerra civil siria. Sus informes sobre la guerra en Donbás (incluido el derribo del vuelo 17 de Malaysia Airlines), la masacre de El Junquito, la guerra civil yemení, el envenenamiento de Skripal y una matanza masiva por parte del ejército camerunés han atraído la atención internacional.

## Nombre
El nombre deriva de la expresión en inglés belling the cat ("poner cascabeles al gato"), que proviene de una fábula medieval sobre ratones que discuten cómo hacer que un gato sea inofensivo. Uno sugiere poner una campana alrededor de su cuello, y todos los ratones apoyan la idea, pero ninguno está dispuesto a hacerlo.

## Historia
En marzo de 2012, Eliot Higgins inició un blog bajo el seudónimo de Brown Moses, a través del cual publicó su investigación sobre algunos videos que habían surgido de la guerra civil siria. Miró cientos de clips cortos en Internet, los localizó y examinó los detalles de las armas utilizadas. Como resultado, Higgins demostró que el régimen sirio estaba utilizando bombas de racimo y armas químicas. En 2013, Higgins vinculó el ataque químico en Guta (véase el ataque químico de Guta ) con Bashar al-Assad.
La primera gran investigación de Bellingcat, realizada principalmente por voluntarios sin financiación externa, fue el derribo del vuelo 17 de Malaysia Airlines (MH17) en 2014. Su conclusión de que Rusia era responsable fue confirmada más tarde por el equipo de investigación conjunta internacional (JIT) liderado por los Países Bajos, que encontró en un informe de fecha 25 de mayo de 2018 que el derribo del MH17 fue iniciado por el ejército ruso. En otras investigaciones que utilizaron Google Earth como herramienta, investigadores voluntarios que trabajaban con Bellingcat dijeron haber descubierto las coordenadas de un campo de entrenamiento del Estado Islámico, así como el sitio donde fue asesinado un periodista estadounidense.
Kristyan Benedict, directora de campaña de Amnistía Internacional, dijo en 2013 al The New Yorker que muchas organizaciones tenían analistas pero que Higgins era más rápido que muchos equipos de investigación establecidos.
Higgins lanzó la plataforma Bellingcat en 2014 con la ayuda de donaciones privadas recibidas a través de la plataforma de crowdfunding Kickstarter. La mitad de los fondos proviene de subvenciones y donaciones, la otra mitad de la realización de talleres para capacitar a las personas en el arte de las investigaciones de fuentes abiertas.
Bellingcat ha recibido subvenciones de Porticus, Adessium, The National Endowment for Democracy (NED), Pax For Peace, Open Society Foundation (OSF), Dutch Postcode Lottery y Digital News Initiative. Higgins ha dicho que gran parte del dinero de la subvención no financia directamente investigaciones y se utiliza para servicios de apoyo como traducción de documentos y capacitación. La organización publica guías sobre cómo analizar datos y cómo crear informes, tales como "Cómo extraer datos geoespaciales interactivos" y "Cómo identificar pueblos quemados mediante imágenes de satélite".
Higgins dijo a Polygraph.info que las subvenciones de NED y OSF pagan los programas de Bellingcat para ayudar a periodistas e investigadores en sus investigaciones. Dijo que "la mayoría de nuestros fondos de subvenciones (es decir, NED, OSF, etc.) cubre temas que no están relacionados con la investigación de nada relacionado con Rusia".
Según el periódico The i, Bellingcat destaca por su transparencia, ya que los informes de investigación de Bellingcat describen "cómo se enteraron de la historia y qué técnicas utilizaron".
Al 2019, la compañía tiene 16 empleados a tiempo completo más Higgins, y al menos 60 colaboradores. Su oficina está en Leicester.

## Casos notables

### Guerra en el este de Ucrania
El 21 de diciembre de 2016, se publicó un informe de Bellingcat que analiza el uso de artillería rusa en 2014 contra pueblos ucranianos.

### Vuelo 17 de Malaysia Airlines

Ruta del vuelo 17 de Malaysia Airlines el 17 de julio de 2014 desde Ámsterdam a Kuala Lumpur.

El 17 de julio de 2014, el vuelo 17 de Malaysia Airlines (MH17), un vuelo de pasajeros de Ámsterdam a Kuala Lumpur, fue derribado mientras volaba sobre el este de Ucrania. Los 283 pasajeros y 15 miembros de la tripulación murieron después de que el Boeing 777 fuera alcanzado por una explosión de "objetos de alta energía".
En una conferencia de prensa, los funcionarios rusos dijeron que las fuerzas ucranianas destruyeron el vuelo y presentaron datos de radar, testimonio de expertos y una imagen satelital. Los datos de radar que mostraron otro avión en las cercanías del MH17 fueron desacreditados por expertos como escombros que caían del MH17. Un controlador de tráfico aéreo español en Kiev declaró que dos aviones de combate ucranianos siguieron al avión de Malasia. La embajada española dijo más tarde que no había ningún controlador de tráfico aéreo español en ninguno de los aeropuertos de Kiev. La imagen de satélite mostraba un avión disparando contra el avión, pero Bellingcat expuso la foto como una composición de imágenes de Google, con el logotipo de la aerolínea de Malasia fuera de lugar.
El 9 de noviembre de 2014, el equipo de investigación de Bellingcat MH17 publicó un informe titulado "MH17: Source of the Separatists' Buk". Basado en evidencias de fuentes abiertas, principalmente redes sociales, el informe vincula un lanzador de misiles Buk que fue filmado y fotografiado en el este de Ucrania el 17 de julio con el derribo del vuelo MH17. El informe, que incluyó fotografías y mapas, detalla los movimientos del Buk en el este de Ucrania el 17 de julio, evidencia de que el Buk se originó en la 53.a Brigada de Cohetes Antiaéreos en Kursk, Rusia, junto con un convoy que se dirigía hacia la frontera con Ucrania, y la actividad de los vehículos vistos en el mismo convoy después del 17 de julio. Tiempo después, el equipo de investigación conjunta internacional liderado por los holandeses hizo hallazgos similares. El jefe de la Brigada Nacional contra el Crimen de los Países Bajos, dijo que oficialmente concluyeron que el misil que derribó el MH17 "es de la 53ª brigada de misiles antiaéreos de Kursk en la Federación de Rusia".
En junio de 2015, Bellingcat publicó pruebas de que Rusia había utilizado Adobe Photoshop para manipular imágenes satelitales del desastre del MH17. El experto en imágenes forenses Jens Kriese de Alemania dijo que el informe de Bellingcat utilizó métodos no válidos para llegar a su conclusión. En un informe de seguimiento, Bellingcat publicó imágenes de satélite financiadas con fondos colectivos y un análisis adicional que respaldaba su afirmación.
Un artículo de diciembre de 2017 publicado por Bellingcat citó el informe del Comité de Seguridad e Inteligencia Británico de 2017 en el que una fuente del Servicio de Inteligencia Secreto (SIS) británico había declarado "sabemos más allá de cualquier duda razonable que el ejército ruso suministró y posteriormente recuperó el lanzador de misiles" que derribó al MH17.

### Guerra civil siria

Cambio de territorio (gris) de ISIL en el período 2014-2016.

A partir de marzo de 2011, después de que las protestas políticas se tornaron violentas, la guerra civil siria se volvió un conflicto continuo entre la República Árabe Siria, la oposición siria, el Estado Islámico de Irak y el Levante y otros combatientes. Los informes de Bellingcat analizan principalmente las facciones en guerra y las armas y armaduras que utilizan, así como noticias que normalmente no son reportadas por los principales medios de comunicación. Bellingcat utiliza una red de colaboradores que se especializan en investigación de redes sociales y de fuentes abiertas. Además crea guías y estudios de casos para que otros puedan aprender a hacer lo mismo.
En abril de 2014, Bellingcat publicó pruebas del uso de armas químicas contra civiles sirios, incluidos niños. Al recopilar y analizar imágenes de video de fuentes locales que aparentemente mostraban partes de cilindros de cloro, Higgins dijo que si bien el contenido de los cilindros no pudo ser verificado "las lesiones descritas en los videos parecen ser consistentes con una exposición química".
En junio de 2016, Bellingcat publicó un artículo mostrando que se estaban utilizando bombas de racimo contra el Nuevo Ejército Sirio, violando la Convención sobre Municiones de Racimo. Bellingcat proporcionó evidencia fotográfica de fuentes de primera mano de que las municiones utilizadas eran idénticas a las utilizadas por el ejército ruso.
En febrero de 2017, Bellingcat publicó un artículo que detallaba cómo ISIL utilizaba drones rudimentarios para lanzar explosivos sobre objetivos de la oposición. Al analizar imágenes de Twitter y otras plataformas de redes sociales, se descubrió que los drones lanzaban granadas de 40 mm modificadas.
Bellingcat también informa extensamente sobre ataques que los combatientes no denuncian abiertamente.[cita requerida]
En septiembre de 2016, Bellingcat publicó un artículo de verificación de hechos en respuesta a que Rusia negaba el bombardeo de hospitales en Siria. El artículo analizó imágenes de YouTube y Facebook y las comparó con áreas que se confirmó fueron atacadas por las fuerzas rusas. El artículo informó que el hospital en cuestión estaba dentro del área bajo ataque ruso, aunque Rusia niega estas afirmaciones.
En marzo de 2017, Bellingcat publicó un informe de investigación sobre el bombardeo a una mezquita en Alepo que mató a más de 50 civiles. El artículo incluía fotografías de los restos de la bomba utilizada y mostraba que la pieza era idéntica a la de bombas similares utilizadas por el ejército estadounidense.
En 2019 y 2020, Bellingcat publicó informes sobre los hallazgos de la OPAQ sobre el ataque químico de Duma, que tuvo lugar en abril de 2018.

### Masacre de El Junquito
En mayo de 2018, en asociación con Forensic Architecture y periodistas venezolanos, Bellingcat recopiló, cronometró y localizó alrededor de 70 evidencias relacionadas con la masacre de El Junquito, incluidos videos, fotografías, audio filtrado de comunicaciones de radio de la policía y declaraciones oficiales, pidiendo más material para determinar si el policía disidente Óscar Pérez y sus compañeros fueron víctimas de ejecuciones extrajudiciales.

### Guerra civil yemení
Bellingcat publicó que en el ataque aéreo de Hajjah en 2018 se usó una bomba fabricada por la empresa estadounidense Raytheon.
En noviembre de 2018, Bellingcat publicó los resultados de una investigación sobre las transmisiones de televisión de los hutíes relativas a los ataques con misiles dirigidos contra dos aeropuertos de los Emiratos Árabes Unidos, el aeropuerto internacional de Abu Dabi y el aeropuerto internacional de Dubái. El informe concluyó que "es muy probable que no se haya producido un ataque con drones dirigido por los hutíes en Abu Dabi o Dubái". Según la investigación, las afirmaciones de los ataques fueron una campaña de propaganda que mostraba un "patrón de propaganda" de los líderes hutíes.

### Envenenamiento de Skripal
Tras la entrevista de RT con los sospechosos en el caso del envenenamiento de Serguéi Skripal, Bellingcat publicó los datos del pasaporte de los sospechosos los cuales mostraban inconsistencias en la historia oficial y posibles vínculos con el servicio secreto ruso. El Ministerio de Relaciones Exteriores de Rusia rechazó el informe y afirmó que Bellingcat tenía vínculos con agencias de inteligencia occidentales. Señaló el acceso que tuvo Bellingcat a una base de datos rusa que no estaba disponible públicamente. Se había visto a dos hombres que habrían llevado a cabo el ataque; Bellingcat dijo que había identificado a uno de los sospechosos como el coronel condecorado del GRU, Anatoliy Chepiga. El otro sospechoso fue identificado como otro coronel del GRU, Alexander Mishkin. En junio de 2019, Bellingcat informó que el general de división Denis Sergeyev había viajado a Londres bajo el nombre "Sergei Fedotov" y parecía haber comandado la operación, haciendo y recibiendo muchas llamadas telefónicas con un solo "teléfono fantasma" ruso sin IMEI. Bellingcat analizó los datos de posición del teléfono de Sergeyev para rastrear sus movimientos en Londres, luego de obtener acceso a las bases de datos de viajes, pasaportes y uso de automóviles de los sospechosos.
Un informe de The Guardian declaró que "Bellingcat se ha enfrentado con frecuencia a funcionarios militares y diplomáticos rusos, los cuales han afirmado sin pruebas que Bellingcat fabrica pruebas y es una fachada para los servicios de inteligencia extranjeros". Los medios rusos han dicho que Bellingcat está financiado por el gobierno de Estados Unidos para socavar a Rusia y otros adversarios de la OTAN.

### Atentados de Christchurch
Después de los tiroteos en la mezquita de Christchurch en 2019, Bellingcat publicó lo que la Columbia Journalism Review denominó "un informe completo y contextualizado sobre los motivos y movimientos del asesino de Christchurch". En una publicación en un foro de Internet, el perpetrador del ataque repite una serie de puntos acerca del "genocidio blanco" y dice que su asesinato de varias docenas de musulmanes se debe a que son "invasores" que buscan superar demográficamente a la raza blanca. Robert Evans se refiere al manifiesto como un shitposting, lo cual se conoce como "el acto de arrojar grandes cantidades de contenido, la mayoría de ellos irónicos y troleo de baja calidad, con el propósito de provocar una reacción emocional en los espectadores menos conocedores de Internet".

### Camerún
Bellingcat colaboró con la investigación Africa Eye de la BBC sobre el asesinato de dos mujeres y sus hijos por miembros del ejército camerunés. Como resultado de esta investigación, Estados Unidos retiró $17 millones en fondos para el ejército camerunés y el Parlamento Europeo aprobó una resolución condenando las "torturas, desapariciones forzadas, ejecuciones extrajudiciales perpetradas por fuerzas gubernamentales".

### Vuelo 752 de Ukraine Airlines
Después de que el vuelo 752 de Ukraine Airlines se estrellara poco después de su despegue en Irán, Bellingcat, en cooperación con The New York Times, utilizó videos de fuentes abiertas para determinar que lo más probable es que Irán haya derribado el avión con un misil.

## Recepción
Muhammad Idrees Ahmad de la Universidad de Stirling afirma que Bellingcat ha influido en la forma en que el periodismo tradicional y las instituciones de investigación llevan a cabo investigaciones usando  inteligencia de fuentes abiertas.
Al mencionar "grandes lagunas en la cobertura extranjera" debido a la reducción de presupuestos de las salas de redacción, Ahmad dice que en el contexto digital actual, las salas de redacción se han convencido de que "enviar periodistas al extranjero es una tontería".
El Tow Center for Digital Journalism, el Poynter Institute y los estudiosos del periodismo han recomendado las guías de Bellingcat sobre cómo realizar investigaciones de código abierto para periodistas y estudiantes de periodismo.

### Premios
En 2015, Eliot Higgins y Bellingcat recibieron el premio especial del Hanns-Joachim-Friedrichs-Award.
En 2017, Christiaan Triebert, miembro de Bellingcat, ganó el Premio a la Innovación del European Press por su reconstrucción detallada del intento de golpe de Estado turco de 2016 en un artículo de Bellingcat.
En 2019, Bellingcat y la publicación en Internet rusa The Indiser recibieron el premio Investigative Reporting del European Press por identificar a los dos hombres que supuestamente envenenaron a Sergei y Yulia Skripal. Bellingcat recibió un premio en efectivo de €500.000 del Nationale Postcode Loterij de los Países Bajos; utilizó estos fondos para abrir una nueva oficina en La Haya. Bellingcat y Newsy recibieron el premio Scripps Howard Award a la Innovación en periodismo de investigación que arroja luz sobre los conflictos internacionales.
En 2020, Bellingcat recibió el Machiavelli Prize de la Fundación Machiavelli en Holanda. Bellingcat y Newsy fueron nominados para el premio Emmy de Noticia y Documental en la categoría Nuevos Enfoques Destacados: Noticias Actuales.

## Documental
En 2018 se estrenó el documental Bellingcat: Truth in a Post-Truth World. La película explora el trabajo de periodismo de investigación que lleva a cabo Bellingcat, y se incluyen las investigaciones del envenenamiento de Skripal y del accidente del vuelo 17 de Malaysia Airlines. La película ganó el Premio Emmy Internacional de Documental en 2019.